# Cmentarz wojenny w Słomczynie
Cmentarz wojenny w Słomczynie; właśc. cmentarz wojenny z I wojny światowej w Słomczynie – cmentarz wojenny znajdujący się we wsi Słomczyn, w gminie Konstancin-Jeziorna, w powiecie piaseczyńskim, w województwie mazowieckim.
Cmentarz powstał po 1914 roku jako cmentarz wojenny dla poległych w trakcie I wojny światowej. Od 1999 ujęty jest w gminnej ewidencji zabytków. Znajduje się na tyłach cmentarza parafialnego w Słomczynie, poza murem cmentarnym.